# Star Wars: Free Comic Book Day
Star Wars: Free Comic Book Day (Free Comic Book Day): Egy éves nap, amikor a képregény- kiskereskedők ingyenes, egyrészes történeteket bocsátanak ki. 2002-ben indult és május első szombatján tartják. A Dark Horse Comics és az IDW Publishing egyaránt kiadott különféle Star Wars képregényeket a Free Comic Book Day-en. A Free Comic Book Day történetei 24 és 0 évek között játszódnak az Új remény eseménye előtt.

## Dark Horse Comics

### Egy Jedi fegyvere
| eredeti kiadvány címe  | eredeti megjelenés dátuma | írta         | fordította | történet eredeti címe | történet magyar címe | magyar megjelenés helye | magyar megjelenés ideje | kiadó |
| ---------------------- | ------------------------- | ------------ | ---------- | --------------------- | -------------------- | ----------------------- | ----------------------- | ----- |
| Free Comic Book Day #1 | 2002. május               | Henry Gilroy |            | A Jedi’s Weapon       |                      |                         |                         |       |
| Tales #12              | 2002. június              | Henry Gilroy |            | A Jedi’s Weapon       |                      |                         |                         |       |
| Tales Volume 3 (TPB)   | 2003. február             | Henry Gilroy |            | A Jedi’s Weapon       |                      |                         |                         |       |

### Hide in Plain Sight
| eredeti kiadvány címe         | eredeti megjelenés dátuma | írta           | fordította | történet eredeti címe | történet magyar címe | magyar megjelenés helye | magyar megjelenés ideje | kiadó |
| ----------------------------- | ------------------------- | -------------- | ---------- | --------------------- | -------------------- | ----------------------- | ----------------------- | ----- |
| Free Comic Book Day #2        | 2004. május               | Welles Hartley |            | Hide in Plain Sight   |                      |                         |                         |       |
| Clone Wars Adventure Volume 2 | 2004. november            | Welles Hartley |            | Hide in Plain Sight   |                      |                         |                         |       |

### Fegyvertársak
| eredeti kiadvány címe                              | eredeti megjelenés dátuma | írta       | fordította | történet eredeti címe | történet magyar címe | magyar megjelenés helye | magyar megjelenés ideje | kiadó |
| -------------------------------------------------- | ------------------------- | ---------- | ---------- | --------------------- | -------------------- | ----------------------- | ----------------------- | ----- |
| Free Comic Book Day #3                             | 2005. május               | Miles Lane |            | Brothers in Arms      |                      |                         |                         |       |
| Clone Wars Volume 7: When They Were Brothers (TPB) | 2005. november            | Miles Lane |            | Brothers in Arms      |                      |                         |                         |       |
| Omnibus: Clone Wars Volume 3: The Republic Falls   | 2012. december            | Miles Lane |            | Brothers in Arms      |                      |                         |                         |       |

### Rutin bátorság
| eredeti kiadvány címe                            | eredeti megjelenés dátuma | írta           | fordította | történet eredeti címe | történet magyar címe | magyar megjelenés helye | magyar megjelenés ideje | kiadó |
| ------------------------------------------------ | ------------------------- | -------------- | ---------- | --------------------- | -------------------- | ----------------------- | ----------------------- | ----- |
| Free Comic Book Day #4                           | 2006. május               | Randy Stradley |            | Routine Valor         |                      |                         |                         |       |
| Star Wars Fan Club Special 2008                  | 2008. március             | Randy Stradley |            | Routine Valor         |                      |                         |                         |       |
| Omnibus: Clone Wars Volume 3: The Republic Falls | 2012. december            | Randy Stradley |            | Routine Valor         |                      |                         |                         |       |

### The Gauntlet of Death
| eredeti kiadvány címe                            | eredeti megjelenés dátuma | írta         | fordította | történet eredeti címe | történet magyar címe | magyar megjelenés helye | magyar megjelenés ideje | kiadó |
| ------------------------------------------------ | ------------------------- | ------------ | ---------- | --------------------- | -------------------- | ----------------------- | ----------------------- | ----- |
| Free Comic Book Day #5                           | 2009. május               | Henry Gilroy |            | The Gauntlet of Death |                      |                         |                         |       |
| The Clone Wars: In Service of the Republic (TPB) | 2010. június              | Henry Gilroy |            | The Gauntlet of Death |                      |                         |                         |       |

### Opress Unleashed
| eredeti kiadvány címe  | eredeti megjelenés dátuma | írta          | fordította | történet eredeti címe | történet magyar címe | magyar megjelenés helye | magyar megjelenés ideje | kiadó |
| ---------------------- | ------------------------- | ------------- | ---------- | --------------------- | -------------------- | ----------------------- | ----------------------- | ----- |
| Free Comic Book Day #6 | 2011. május               | Ryder Windham |            | Opress Unleashed      |                      |                         |                         |       |
| The Clone Wars 7       | 2011. október             | Ryder Windham |            | Strange Allies        |                      |                         |                         |       |

### A rossz üzletelés művészete
| eredeti kiadvány címe                | eredeti megjelenés dátuma | írta        | fordította | történet eredeti címe   | történet magyar címe | magyar megjelenés helye | magyar megjelenés ideje | kiadó |
| ------------------------------------ | ------------------------- | ----------- | ---------- | ----------------------- | -------------------- | ----------------------- | ----------------------- | ----- |
| Free Comic Book Day #7               | 2012. május               | Zack Whedon |            | The Art of the Bad Deal |                      |                         |                         |       |
| Star Wars Volume 4: A Shattered Hope | 2014. október             | Zack Whedon |            | The Art of the Bad Deal |                      |                         |                         |       |

### Darth Vader meggyilkolása
| eredeti kiadvány címe                      | eredeti megjelenés dátuma | írta        | fordította | történet eredeti címe           | történet magyar címe | magyar megjelenés helye | magyar megjelenés ideje | kiadó |
| ------------------------------------------ | ------------------------- | ----------- | ---------- | ------------------------------- | -------------------- | ----------------------- | ----------------------- | ----- |
| Free Comic Book Day #8                     | 2013. május               | Brian Wood  |            | The Assanination of Darth Vader |                      |                         |                         |       |
| Star Wars Volume 1: In the Shadow of Yavin | 2013. október             | Zack Whedon |            | The Assanination of Darth Vader |                      |                         |                         |       |

## IDW Publishing

### Hunted vs Hunted
| eredeti kiadvány címe                           | eredeti megjelenés dátuma | írta        | fordította | történet eredeti címe | történet magyar címe | magyar megjelenés helye | magyar megjelenés ideje | kiadó |
| ----------------------------------------------- | ------------------------- | ----------- | ---------- | --------------------- | -------------------- | ----------------------- | ----------------------- | ----- |
| Free Comic Book Day #2018                       | 2018. május               | Cavan Scott |            | Hunted vs Hunted      |                      |                         |                         |       |
| Star Wars Adventures Volume 4: Smuggler's Blues | 2018. december            | Cavan Scott |            | Hunted vs Hunted      |                      |                         |                         |       |
| Star Wars Adventures Omnibus Volume 1           | 2020. január              | Cavan Scott |            | Hunted vs Hunted      |                      |                         |                         |       |

### Droid Hunters
| eredeti kiadvány címe                           | eredeti megjelenés dátuma | írta        | fordította | történet eredeti címe | történet magyar címe | magyar megjelenés helye | magyar megjelenés ideje | kiadó |
| ----------------------------------------------- | ------------------------- | ----------- | ---------- | --------------------- | -------------------- | ----------------------- | ----------------------- | ----- |
| Free Comic Book Day #2019                       | 2019. május               | Cavan Scott |            | Droid Hunters         |                      |                         |                         |       |
| Star Wars Adventures: Tales from Vader's Castle | 2019. május               | Cavan Scott |            | Droid Hunters         |                      |                         |                         |       |

## Marvel Comics

### Star Wars Legends Epic Collection: The Empire Volume 4
| eredeti kiadvány címe                                        | eredeti megjelenés dátuma | írta        | fordította | történet eredeti címe   | történet magyar címe | magyar megjelenés helye | magyar megjelenés ideje | kiadó |
| ------------------------------------------------------------ | ------------------------- | ----------- | ---------- | ----------------------- | -------------------- | ----------------------- | ----------------------- | ----- |
| Star Wars Legends Epic Collection: The Empire Volume 4 (TPB) | 2018. május               | Zack Whedon |            | The Art of the Bad Deal |                      |                         |                         |       |

### Star Wars Epic Collection: The Clone Wars Volume 3
| eredeti kiadvány címe                              | eredeti megjelenés dátuma | írta           | fordította | történet eredeti címe | történet magyar címe | magyar megjelenés helye | magyar megjelenés ideje | kiadó |
| -------------------------------------------------- | ------------------------- | -------------- | ---------- | --------------------- | -------------------- | ----------------------- | ----------------------- | ----- |
| Star Wars Epic Collection: The Clone Wars Volume 3 | 2020. április             | Randy Stradley |            | Routine Valor         |                      |                         |                         |       |